# 许营乡
许营乡是中国山东省聊城市东昌府区下辖的一个乡。

## 行政区划
许营乡下辖侯营村、崔官屯村、于庙村、武楼村、五排村、曹庄村、姚庄村、许营村、葛庄村、杨庄村、西刘村、任庄村、张屠村、店子村、后许村、孙庄村、大石村、李楼村、海子村、尹堂村、绣衣集村、贾庄村、朱庄村、汪庄村、东屯村、西屯村、老庄村、三亢村、韩庄村、赵潘村、沙刘村、栾庄村、后王村、袁庄村、武庄村、民王屯村、周刘村、东衣村、西衣村、宋郎村、崔庄村、潘庙村、大孙村、斗虎张村。